# Gornje Komarice
Gornje Komarice (en serbe cyrillique : Горње Комарице) est un village de Serbie situé dans la municipalité de Pivara (Kragujevac), district de Šumadija. Au recensement de 2011, il comptait 238 habitants.

## Démographie
| 1948  | 1953  | 1961  | 1971 | 1981 | 1991 | 2002 | 2011 |
| ----- | ----- | ----- | ---- | ---- | ---- | ---- | ---- |
| 1 195 | 1 145 | 1 086 | 814  | 573  | 404  | 322  | 238  |

|  |